# Cases d'en Quim
Les Cases d'en Quim és una obra d'Argentona (Maresme) protegida com a Bé Cultural d'Interès Local.

## Descripció
Grup de deu habitatges de cós entre mitgeres, de planta baixa i pis, amb balcó, l'interès del qual radica en la tipologia del seu agrupament i els espais lliures que genera.
Totes les cases semblen fetes en sèrie, amb balcó i finestra al pis i portal i finestra a la planta baixa. Tenen un jardí al davant de la casa, amb reixa de ferro forjat.